# SN 1998ck
SN 1998ck – supernowa typu Ia odkryta 31 maja 1998 roku w galaktyce E434-G20. W momencie odkrycia miała maksymalną jasność 17,00m.